# Charters Towers
Charters Towers   er en by i Queensland i Australien. Byen blev grundlagt i 1870 og havde i 2016 en befolkning på 8.120.